# Leptolalax tengchongensis
Leptolalax tengchongensis é uma espécie de anfíbio anuro da família Megophryidae. Está presente na China. A UICN classificou-a como pouco preocupante.